# Philippe Labbe
Ne pas confondre avec Philippe Labbé, restaurateur étoilé du Shangri-La.
Philippe Labbe est un jésuite français éditeur prolifique et polygraphe, polémiste, né le 10 juillet 1607 à Bourges et décédé à Paris le 17 ou le 25 mars 1667. Philippe Labbe est surtout connu pour son œuvre d’éditeur et de compilateur ; il fut aussi un possesseur de documents anciens, comme l’attestent plusieurs remarques de sa Nova bibliotheca… manuscriptorum. Ses contacts avec les érudits contemporains lui ont permis d’avoir accès à de nombreux catalogues de livres et aux manuscrits des collections publiques et privées de son temps.

## Biographie
Fils cadet de Philippe Labbe, sieur de Champgrand et de Beurry, conseiller de la mairie de Bourges, Philippe Labbe entre dans la Compagnie de Jésus en 1623. Il est d'abord nommé professeur d'humanités, de rhétorique et de philosophie au collège de sa ville natale à Caen puis au collège Sainte-Marie de Bourges et finalement au collège de Clermont de Paris. Il se fit une réputation en publiant les écrits des autres, en compilant catalogues de manuscrits, se lançant dans d'inombrables projets de collections en tout genre au risque d'être souvent accusé de plagiat. En 1647, le cartographe Nicolas Sanson accuse le père jésuite de l'avoir plagié avec son Pharus Galliæ Antiquæ.
Louis-Mayeul Chaudon  se montre à son égard sévère affirmant de son côté que:
« La plupart des ouvrages que le P. Labbe a donnés au public, ne lui ont coûté que la peine de rassembler les matériaux et de les mettre en corps ».
En 1661, il entre en polémique contre les jansénistes de Port Royal, qui l'accusent de les avoir pillés et attaque le Jardin des Racines Grecques de Claude Lancelot dans sa propre Étymologie. Il édite aussi des traductions, et divers manuscrits encore non publiés, dont celui du polymathe Claude Hardy sur la vie d'Adalbéron, évêque de Metz. Il se montre par ailleurs particulièrement agressif à l'égard du protestantisme.

## Œuvres
Les ouvrages publiés par Labbe ont fait l'objet d'un catalogue organisé, très utile, publié en 1662.

### Travaux historiques

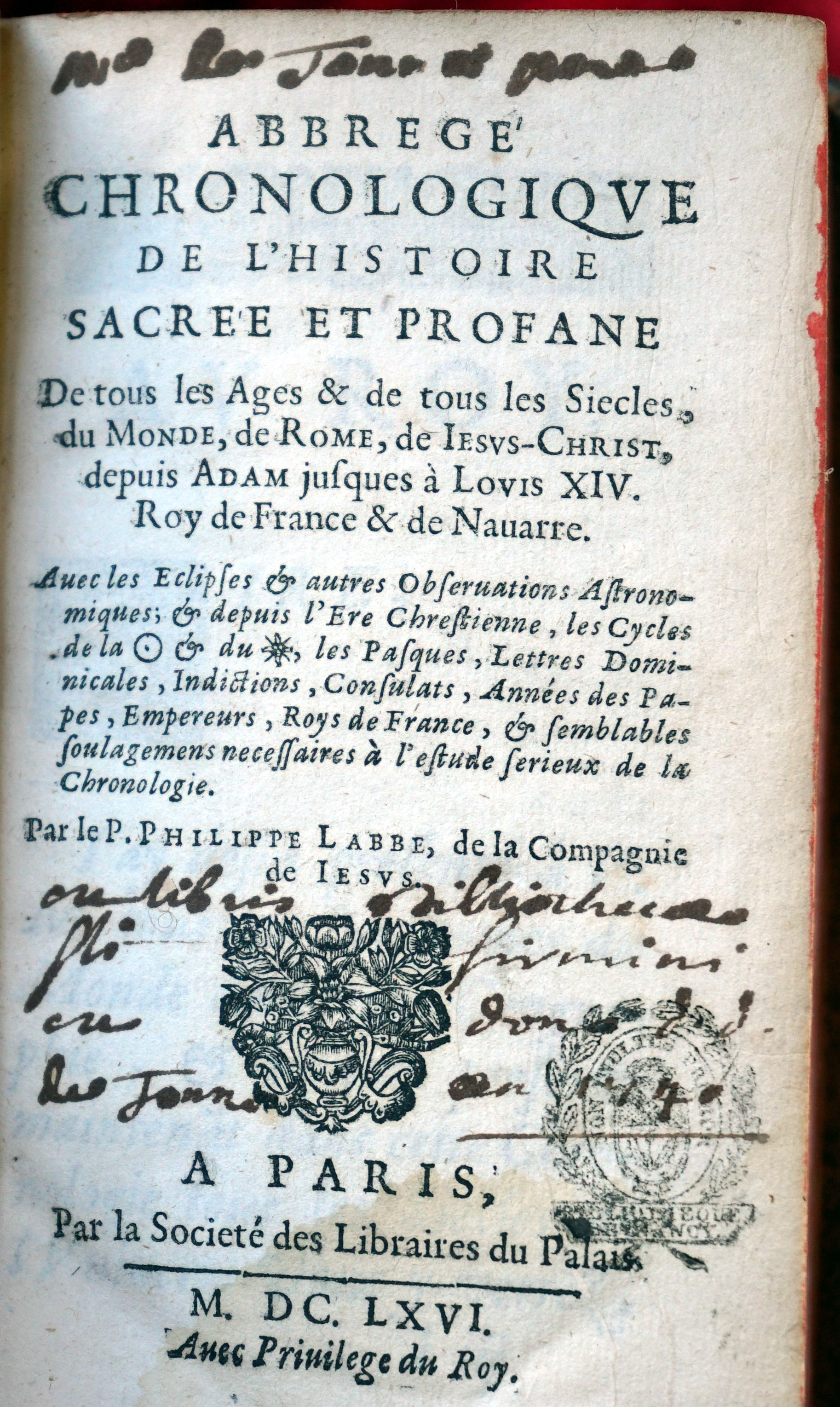
Abrégé chronologique de l'histoire sacre & profane... du Prieuré de Flavigny-sur-Moselle.

- De byzantinae historiae scriptoribus ad omnes per orbem eruditor protreptikon, 1648.
- Abrégé Royal de l'Alliance Chronologique de l'Histoire sacrée & profane avec le lignage d'Outremer, 1651.
- Méthode aisée pour apprendre la Chronologie sacrée & prophane. En vers artificiels
- L’Étymologie de plusieurs mots François, 1661.
- Le Chronologue François, 1666, 6 volumes.
- Tableaux généalogiques de la maison royale de France, 1664 (troisième édition malgré la mention de seconde édition. Première en 1649, seconde en 1652)
- Histoire du Berry abrégée dans l'éloge panégyrique de la ville de Bourges, livre qui était encore réimprimé en 1840.
- Petite chronique d'Auxerre.

À titre posthume, on publia sous son nom :
- La Clef d'or de l'Histoire de France ; Les Mélanges curieux ; Les Éloges historiques, (en 1668) ; des réimpressions et des continuations de son « œuvre ».

### Bibliothéconomie
- Nova Bibliotheca manuscriptorum librorum sive specimen antiquarum lectionum latinarum et graecarum, Paris, 1653, 515 p., in-quarto.
  - Dépouillement de plusieurs catalogues ou fonds de manuscrits aux cotes anciennes desquelles il renvoie ; traite d’abord des textes latins, puis des grecs ; chacune de ces deux parties est divisée en quatre sous-parties : Historica, Biblica, Epistolica et diplomatica, technica et philologica [comprenant le droit) ; viennent ensuite dix « suppléments » qui dépouillent des répertoires ou des bibliothèques particulières ; pour chaque texte cité, l'auteur donne la référence sommaire d'un ou de plusieurs manuscrits qui le contiennent.
  - Nova Bibliotheca manuscriptorum latinorum, p. 1-68. [lire en ligne]
  - Nova Bibliotheca manuscriptorum graecorum, Paris, Ioannis Henault, Paris, 1653, p. 69-149. [lire en ligne]
    - Page de titre propre, mais la pagination continue la partie précédente.

  - 10 suppléments non numérisés :
    - Suppl. I p. 151-165 : ex tomis VI … Henrici Canisii Noviomagensis
    - Suppl. II p. 166-174 : ex indice librorum nondum editorum confecto a Scipione Terrio Neapolitano ante annos LXXX (simple liste alphabétique de titres).
    - Suppl. III p. 175-190 : ex catalogo praecipuorum auctorum ineditorum graece mss. qui asservantur in bibliotheca Scorialensi opera et studio Alexandri Barvoetti e Societate Iesu.
    - Suppl. IV p. 189bis [il y a une erreur de pagination] à 210 :
      - Extraits du catalogue de Charles de Montchal archevêque de Toulouse, copié pour Labbe par Louis-Jacques de Saint-Charles, OCD de Clermont, dans l’ordre du classement de la bibliothèque de celui-ci et en privilégiant les textes inédits, dont de nombreux manuscrits grecs et latins. Plusieurs concernent spécifiquement des textes ecclésiastiques toulousains. N.B. no CCCIX = même contenu que le manuscrit Paris, BnF, n.a.l. 779 [Flores chronicorum] ; suit le dépouillement du catalogue manuscrit des carmes de Clermont par le même religieux (p. 206-210). L’explicit signale la présence de très nombreuses vies de saints inédites dont les noms ne sont pas précisées dans les no 15, 23 à 26, 54 et 69. La numérotation des items est celle des catalogues consultés.

    - Suppl. V p. 211-237 : ex cataloguo V. C. Renati Moraei [Morau] doctoris medici Parisiensis
      - Descriptions approfondies dans un appendice, pas de numérotation

    - Suppl. VI p. 238 à 268 : imprimés de la Propaganda Fide, pas de numérotation
    - Suppl. VII p. 269 à 307 : Analecta quaedam ex ditissima Gaza Bibliothecae Regiae
      - Extraits du catalogue de la bibliothèque du roi à partir de l’inventaire de 1622 revu par les frères Pierre et Jacques Dupuis (Puteanorum) en  1645 ; numérotation en chiffres romains.

    - Suppl. VIII p. 308-336 : manuscrits de la seconde partie de la bibliothèque du Roi, numérotation en chiffres romains.
    - Suppl. IX p. 337-360 éditions antérieures à 1500 « ante annum Christi MD breviarium ex Xysto bibliothecae Regiae » d’après la numérotation de la bibliothèque du roi
    - Suppl. X p. 361-388 : Racemationes et spicilegium ex variis hinc inde catalogis cum retractatione in singulas operis partes
      - Précisions sur le catalogue des textes latins et grecs du corps initial de l’ouvrage en attendant une nouvelle édition. Explique qu’il a travaillé en 11 mois et avec pénurie de papier. Transcrit des passages, des incipits, donne une foule de détails précieux.

    - Bibliotheca bibliothecarum ou Coronis libraria p. 389-428
      - Liste de notices possesseurs et auteurs de catalogues ou collectionneurs de personnes physiques. p. 390. André Duchesne cite les éditions de 1633 et 1635 chez Sébastien Cramoisi, series auctorum omnium qui de francorum historia et rebus francicis cum ecclesiasticiis tum secularibus scripserunt ab exordio regni Franciae ad nostra usque tempora, ainsi que les 5 tomes publiés par François Duchesne. Sirmond p. 406 : connaît déjà son édition de 1652 de Sidoine Apollinaire. Il a fait l'objet d'une réédition en 1664 et 1672 (voir plus bas).

Fonds ou collections citées
- Angers
- Arles
- Beauvais
- Beaux-Oncles (Claude de), chanoine de Besançon
- Bec
- Besançon : cartulaire de l’archevêché
- Besançon : Moyen-Moûtier
- Besançon : Saint-Étienne
- Besançon : Saint-Sulpice
- Beslyi (Jean)
- Bigot
- Bouchet (Jean du)
- Brodaeus (Julien, sieur)
- Cahors
- Cambray (Jean-Jacques de), chanoine de Besançon
- Chartres : Sainte-Marie
- Christine de Suède
- Clairmont
- Corbie
- Corbie par Saint-Germain-des-Prés
- Desmaret (de Besançon)
- Dupuy frères
- Evreux
- Fécamp
- Flavigny
- Fleury
- Hardy (Sébastien)
- Hérival
- Igny
- Jacob (Louis, OCD)
- Labbe (Philippe, S.J.) : collection personnelle
- Langres
- Laon : Sainte-Marie
- Lérins
- Limoges : Saint-Martial
- Mesme (Henri de) [bibliotheca Memmiana]
- Metz : Saint-Vincent
- Mont-Dieu
- Naudé (cod. Naudaeani)
- Paris : bibliothèque du Roi (cod. Regii)
- Paris : Saint-Denis
- Paris : Sainte-Geneviève
- Paris : Saint-Germain-des-Prés
- Paris : Saint-Martin-des-Champs
- Paris : Saint-Victor
- Périgueux
- Petau
- Pont-à-Mousson [Mussiponte] : Jésuites
- Pratelles
- Puy en Velay (Aniciensis)
- Reims : Sainte-Marie
- Reims : Saint-Rémi
- Rennes : Saint-Melaine
- Rouen : Saint-Laudus (OSA)
- Saint-Oustrille-du-Château (collégiale, Bourges, Indre) [Sancti Austregisili de Castro]
- Sauvigny (Silviniacensis)
- Séguier
- Sirmon (notes de lecture)
- Thou
- Tilianus
- Tournai : collège des Jésuites
- Trêves : Saint-Maximin
- Varivilla (monasterium de)
- Vatican : manuscrits Palatins latins
- Vendôme
- Verdun : Saint-Vito
- Vigner (Jérôme, 1601-1661, Or.)

- Novae bibliothecae manuscriptorum librorum, tomus primus Historiae Chronica, sanctorum sanctarumque vitae... Opera ac studio Philippi Labbe... Illustrissimo Viro Nicolao Fucquetio..., Paris, Apud Sebastianum Cramoisy et Gabrielem Cramoisy, 1657.- [28], 808, [43] p. ; 37 cm.
- Novae Bibliothecae manuscriptorum librorum, tomus secundus rerum Aquitanicarum praesertim bituricensium uberrima collectio… opera ac studio Philippi Labbe, Paris, 1657, [18], 820, [68] p. in fol. avec index nominum.
  - Ouvrage souvent confondu avec la Nova bibliotheca et dépendant d'elle, bien qu'il en soit foncièrement différent, puisqu'il s'agit d'un spicilegium, recueil de textes inédits édités à partir des manuscrits signalés dans la Nova bibliotheca.
- Bibliotheca bibliothecarum curis secundis auctior, Rouen 1672.
  - Première édition en 1664 ; réédition revue et augmentée de la Nova bibliotheca, on y retrouve notamment le catalogue d'auteurs des p. 389-428 de la Nova bibliotheca

### Sources
- Louis-Mayeul Chaudon, Nouveau Dictionnaire Historique, ou Histoire abrégée de tous les hommes qui se sont fait un nom par des talents, des vertus, des forfaits, des erreurs, depuis le commencement du monde jusqu'à nos jours chez Le Roy, 1785.
- François-Xavier de Feller , Biographie universelle des hommes qui se sont fait un nom par leur génie.